# Mathematical Sciences Research Institute
Le Mathematical Sciences Research Institute (MSRI) est un institut de recherche en mathématiques situé sur le campus de l'université Berkeley. Il a été fondé en 1982.
Les locaux du MSRI sont situés en haut de la colline de Berkeley et une des terrasses du MSRI donne sur la baie de San Francisco, face au pont du Golden Gate. L'équipe administrative du MSRI est composée d'environ vingt personnes. Il n'y a pas de chercheur permanent au MSRI.

## Activités
Le MSRI accueille des séminaires courts (une semaine) sur des thèmes liés aux mathématiques. Le MSRI organise aussi ses propres événements et héberge 20 à 30 post-doctorants chaque année. L'institut organise quatre programmes d'un semestre par an (deux par semestre) pendant lesquels des chercheurs confirmés et des post-doctorants travaillent ensemble. Ces thématiques sont sélectionnées par le comité de conseil scientifique (Scientific advisory committee). Environ 2 000 mathématiciens passent au MSRI chaque année.
Le MSRI organise des séminaires destinés aux mathématiciens issus des minorités (Noirs, Hispaniques, femmes) et cherche à mettre en avant les contributions de ces mathématiciens.
L'auditorium Simons héberge aussi des concerts de musique classique ainsi que des conférences généralistes autour des mathématiques : le mathématicien Robert Osserman y débat avec des artistes influencés par les mathématiques comme Philip Glass, Steve Martin, Tom Stoppard et Alan Alda. Des conférences ont lieu sur l'enseignement des mathématiques aux élèves. Le MSRI collabore également avec des auteurs pour inciter à l'écriture de nouvelles et de films autour des mathématiques.

## Histoire
L'idée de créer de nouveaux instituts de recherche en mathématiques prend corps dans les années 1970 car l’Institute for Advanced Study de l'université de Princeton est trop exigu pour la communauté mathématique des États-Unis. Le 22 mai 1981, le conseil d'administration de la Fondation nationale pour la science décide de la création de deux nouveaux instituts de recherche en mathématique : le MSRI et l'Institute for Mathematics and Its Applications à l'université du Minnesota. Le problème du financement est résolu quand la NSF accepte d'augmenter son budget alloué aux mathématiques.
Le MSRI est fondé en 1982 par trois mathématiciens : Shiing-Shen Chern, Calvin C. Moore et Isadore Singer. Le MSRI est indépendant de l'université de Californie.
Le financement du MSRI repose sur la Fondation nationale pour la science, sur des donneurs privés (don de 10 millions de dollars de Jim Simmons en 2007) et sur 93 institutions universitaires.

## Directeurs du MSRI
- 1982-1984 : Shiing-Shen Chern
- 1984-1992 : Irving Kaplansky
- 1992-1997 : William Thurston
- 1997-2007 : David Eisenbud
- 2007-2013 : Robert Bryant (en)
- 2013-2022 : David Eisenbud
- 2022- : Tatiana Toro[3].